# Litsea viridis
Litsea viridis H. Liu – gatunek rośliny z rodziny wawrzynowatych (Lauraceae Juss.). Występuje naturalnie w Wietnamie oraz południowych Chinach (w południowo-wschodniej części Junnanu). 

## Morfologia
PokrójZimozielone drzewo dorastające do 6 m wysokości. Młode pędy są owłosione.
LiścieNaprzemianległe. Mają kształt od eliptycznego do podłużnego. Mierzą 8–13 cm długości oraz 2,5–4,5 cm szerokości. Są nagie. Nasada liścia jest klinowa. Blaszka liściowa jest o spiczastym wierzchołku. Ogonek liściowy jest mniej lub bardziej owłosiony i dorasta do 5–10 mm długości.
KwiatySą niepozorne, jednopłciowe, zebrane w baldachy, rozwijają się w kątach pędów. Okwiat jest zbudowany z 6 listków o owalnym kształcie. Kwiaty męskie mają 9 pręcików.
OwoceMają elipsoidalny kształt, osiągają 15 mm długości i 8 mm szerokości.

## Biologia i ekologia
Roślina dwupienna. Rośnie w widnych lasach oraz na brzegach rzek. Występuje na wysokości od 400 do 1000 m n.p.m. Owoce dojrzewają od listopada do grudnia.